# Pokémon X e Y
Pokémon X e Y (ポケットモンスター X・Y, Poketto Monsutā Ekkusu & Wai, Monstros de Bolso Xis & Ípsilon)  são dois jogos eletrônicos de RPG de 2013, produzidos pela Game Freak e publicados pela The Pokémon Company e Nintendo para o Nintendo 3DS, sendo os jogos mais vendidos do console, com 27 milhões de cópias vendidas. São os primeiros títulos da sexta geração da série Pokémon. Anunciado pela primeira vez em janeiro de 2013 pelo ex-presidente da Nintendo, Satoru Iwata, através de um Nintendo Direct especial, Pokémon X e Y foram lançados mundialmente em outubro de 2013, tornando-os os primeiros jogos de varejo publicados pela Nintendo a ter um lançamento global simultâneo em todas as principais regiões.
Tal como acontece com as parcelas anteriores, ambos os jogos seguem a jornada de um jovem treinador Pokémon e amigos, enquanto treinam Pokémon. Desta vez, os jogos acontecem na região de Kalos–baseada na França–com o objetivo de frustrar os esquemas da nefasta organização criminosa Equipe Flare, enquanto tenta desafiar o campeão da Liga Pokémon. X e Y introduziram 72 novas espécies de Pokémon e incluem novos recursos como o novo tipo de Fada, personalização de personagens, mecânica de treinamento e batalha atualizada e gráficos 3D poligonais completamente renderizados em oposição aos sprites usado nas gerações anteriores. Uma nova forma de evolução do Pokémon, conhecida como "Mega Evolução", permite aos jogadores evoluir ainda mais muitas espécies de Pokémon totalmente evoluídos, com 30 dessas evoluções disponíveis nesses jogos. Ambos os títulos são independentes um do outro, mas apresentam basicamente o mesmo enredo e embora cada um possa ser jogado separadamente, trocar Pokémon entre os dois jogos é, como com títulos anteriores, necessário para que um jogador obtenha todas as espécies de Pokémon.
X e Y receberam críticas positivas dos críticos, que elogiaram os avanços na jogabilidade e as inovações que os desenvolvedores trouxeram para a franquia. O visual dos jogos e a transição para modelos 3D foram bem recebidos pelos críticos, embora a história dos jogos tenha recebido críticas. Os tão esperados jogos foram um sucesso comercial, vendendo quatro milhões de cópias em todo o mundo no primeiro fim de semana, batendo o recorde de seus predecessores Pokémon Black e White e tornando-os os jogos mais vendidos no 3DS. Em 30 de setembro de 2020, um total combinado de 16,49 milhões de cópias foram vendidas, tornando X e Y os segundos jogos mais vendidos no sistema depois de Mario Kart 7.

## Jogabilidade
Pokémon X e Y são jogos de RPG com aventura elementos, apresentados em uma terceira pessoa, em perspectiva por cima. Eles também são os primeiros jogos Pokémon a incluir funções 3D compatíveis com os consoles da família Nintendo 3DS. O jogador controla um jovem treinador que parte em uma missão para capturar e treinar criaturas conhecidas como Pokémon e vencer batalhas contra outros treinadores. Ao derrotar Pokémon adversários em batalhas por turnos, o Pokémon do jogador ganha experiência, permitindo-lhe subir de nível e aumentar suas estatísticas de batalha, aprender novos movimentos e em alguns casos, evoluem para Pokémon mais poderosos. Alternativamente, os jogadores podem capturar Pokémon selvagens encontrados durante encontros aleatórios por enfraquecê-los na batalha e captura-los com Pokébolas para ser adicionado ao do jogador partido. Os jogadores também podem lutar e trocar Pokémon com outros jogadores humanos usando os recursos de internet do Nintendo 3DS, que foram aprimorados nos jogos de sexta geração. Tal como acontece com os jogos anteriores da série, determinados Pokémon só podem ser obtidos em X ou Y, mantendo os jogadores encorajados a negociar com outros para obter todos os Pokémon.

### Novos recursos
Pokémon X e Y são os primeiros títulos da série principal apresentados em gráficos poligonais totalmente 3D, permitindo mais interatividade com o mundo superior e ação mais dinâmica durante as batalhas. Os jogadores também podem personalizar a aparência de seu treinador Pokémon, escolhendo gênero, tom de pele e cor de cabelo no início do jogo, e podem posteriormente adquirir roupas e acessórios no jogo para mudar a aparência de seu personagem. Juntando-se às gerações anteriores de Pokémon estão todas as novas espécies, como o novo Pokémon inicial; Chespin, Fennekin e Froakie, e os Pokémon que são, dentro do mundo fictício Pokémon, descritos como Pokémon lendários, nomeadamente Xerneas, Yveltal e Zygarde. Os jogadores também poderão escolher um dos clássicos Pokémon iniciais de Pokémon Red e Blue posteriormente no jogo. O novo tipo de Fada é introduzido para Pokémon novos e antigos, o primeiro novo tipo adicionado à série desde Pokémon Gold e Silver. Os desenvolvedores do jogo afirmaram que a adição foi usada para equilibrar o tipo Dragão.
Um novo elemento na série é Mega Evolução, em que Pokémon totalmente evoluídos, como Mewtwo e Lucario, podem usar itens especiais chamados "Mega Stones" para evoluir temporariamente para formas Mega Evoluções durante a batalha, com um par de Pokémon ter mais de uma forma Mega possível disponível. Também foram introduzidos Sky Battles e Horde Encounters. As primeiras são batalhas de treinador no ar, nas quais apenas Pokémon aerotransportados podem participar; estes foram adicionados para mostrar as capacidades 3D do jogo e fornecer uma nova perspectiva de batalha. Os últimos são encontros um contra cinco selvagens projetados para serem mais difíceis do que as batalhas selvagens padrão um contra um. Pokémon-Amie permite que os jogadores interajam com seus Pokémon usando a tela sensível ao toque e a câmera do 3DS, brincando com eles e oferecendo guloseimas para fortalecer seus laços entre o treinador e o Pokémon, afetando em última análise a forma como o Pokémon age durante a batalha. O Super Training apresenta vários minijogos que ajudam a construir as estatísticas básicas do Pokémon do jogador, que por sua vez desbloqueia bolsas de treinamento que podem ser usadas pelo Pokémon para ficar mais forte por conta própria.

### Conectividade com outros dispositivos
Junto com as muitas adições que X e Y introduziram, várias melhorias nos recursos de comunicação também foram implementadas. Usando o Player Search System (PSS), os jogadores podem encontrar e acompanhar vários jogadores online, incluindo estranhos, permitindo-lhes iniciar batalhas ou negociações facilmente. O Holo Caster permite ao jogador receber mensagens e atualizações de NPCs via StreetPass e SpotPass. O Wonder Trade é um novo recurso de troca que permite aos jogadores trocar um de seus Pokémon em troca de um aleatório de outro jogador. Outros recursos incluem O-Powers, poderes temporários que podem aumentar as estatísticas e podem ser trocados com outros jogadores e melhorias no Global Trade System, permitindo aos jogadores solicitar Pokémon que não encontraram. Em certos pontos do jogo, os jogadores poderão tirar screenshots do jogo, que podem então compartilhar no site Pokémon Global Link.
Pokémon Bank é um serviço opcional de armazenamento em nuvem pago que permite aos jogadores armazenar até 3.000 Pokémon online para serem compartilhados entre as cópias físicas ou baixadas dos jogos que possuem. Outro aplicativo chamado Poké Transporter permite aos jogadores fazer upload de Pokémon detida em Pokémon Black, White, Black 2 e White 2 para Bank, que pode então ser importados para X e Y. Existem planos de usar esses aplicativos para jogos futuros da série. Estas aplicações, anunciadas para lançamento a 27 de dezembro de 2013, foram adiadas para 5 de fevereiro de 2014, devido ao volume de tráfego no serviço Nintendo Network.

## Sinopse

### Cenário

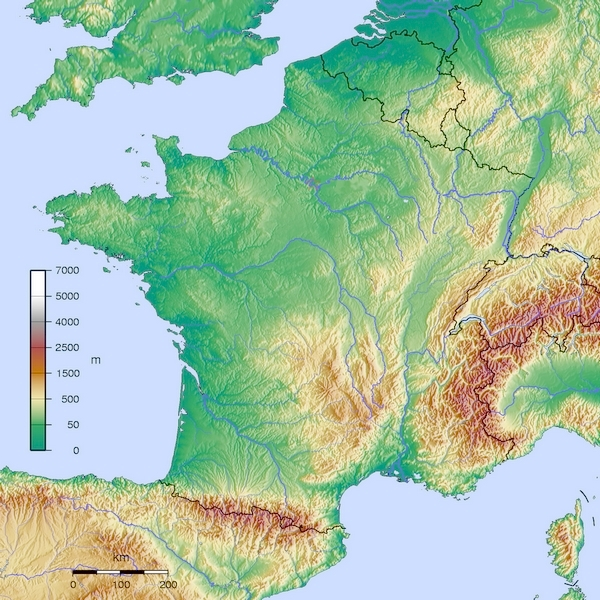
Imagem topográfica de França, que inspirou fortemente o design da região de Kalos.

Os jogos acontecem na forma de estrela da região de Kalos (カロス地方, Karosu-chihō), uma das muitas dessas regiões no mundo fictício de Pokémon. Centrada na beleza, a região é fortemente inspirada na França e em menor medida, na Europa como um todo. Muitos locais e pontos de referência em Kalos têm inspirações do mundo real, incluindo a Torre do Prisma (Torre Eiffel), o Museu de Arte Lumiose (o Louvre) e as pedras fora da Geosenge City (pedras Carnac). Pokémon selvagens habitam todos os cantos da região de Kalos, muitos dos quais só aparecem nesta área.

### História
Semelhante aos jogos Pokémon anteriores, X e Y seguem um enredo linear cujos eventos principais ocorrem em uma ordem fixa. O protagonista de Pokémon X e Y é uma criança que acabou de se mudar para uma pequena cidade chamada Vaniville Town com sua mãe. Eles logo tornam-se amigos de quatro treinadores–Shauna, Tierno, Trevor e seu rival Calem ou Serena—Todos foram chamados para conhecer o Professor Sycamore, que é o principal professor da região de Kalos em Lumiose City, a principal cidade de Kalos. Recebendo Chespin, Fennekin ou Froakie como seu Pokémon inicial de Tierno, o jogador começa sua aventura. Ao longo do caminho, eles aprendem sobre Ginásio Pokémon e recebem sua primeira medalha por derrotar Viola, a líder da academia da cidade de Santalune. Depois disso, eles encontram Sina e Dexio, assistentes de Sycamore, que os traz ao próprio professor; no entanto, uma vez na cidade de Lumiose, eles descobrem que a área está sofrendo de uma queda parcial de energia. Ao encontrar Sycamore em Lumiose City, o jogador é informado sobre Mega Evolução e pede que eles viajem por Kalos e desvendem os mistérios por trás disso. Ele fornece a eles um da região de Kanto, Pokémon inicial e suas respectivas Mega Stone. Antes de deixar Lumiose City, o jogador encontra um homem imponente chamado Lysandre que deseja um mundo mais bonito.

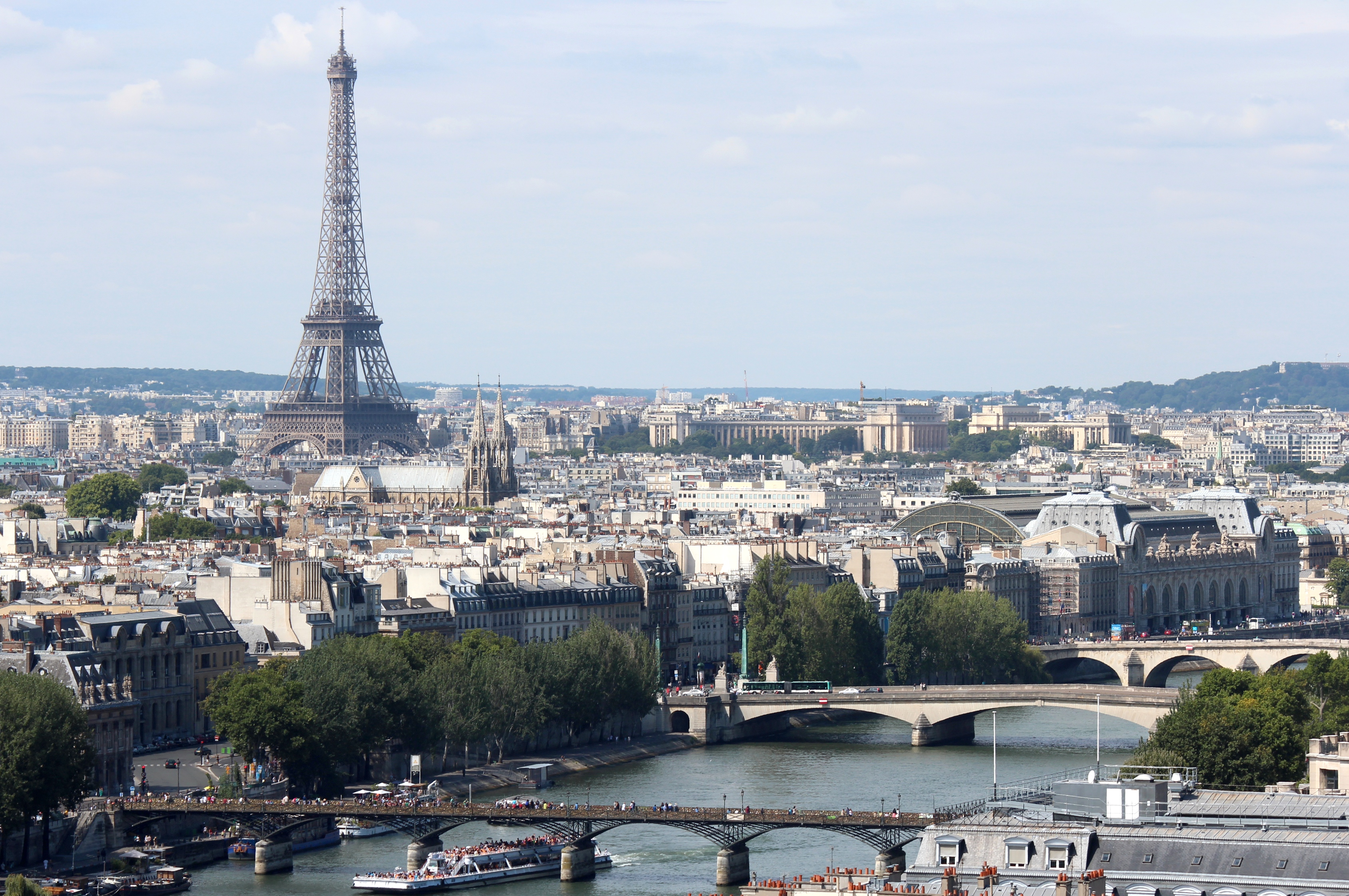
A região de Kalos foi fortemente inspirada na França, com a cidade principal–Lumiose City–sendo uma representação de Paris (foto). A cidade do jogo é coroada pela Torre Prisma, um edifício inspirado na Torre Eiffel.

Continuando sua jornada, o jogador encontra o vilão Equipe Flare, cujos objetivos a princípio parecem ser voltados para ganhar dinheiro com Pokémon. Os encontros posteriores com a Equipe Flare revelam seu verdadeiro objetivo de ser a aniquilação da humanidade para retornar o mundo a um estado primitivo e mais bonito. Em Shalour City, o jogador aprende a usar Mega Evolução com o guru da Mega Evolução Gurkinn e sua neta Korrina, que é a líder do ginásio de Shalour City. Derrotando Korrina em uma batalha especial Mega Evolução usando Lucario, o jogador pode usar livremente Mega Evolução. O jogador então continua sua jornada, derrotando Líderes de Ginásio e parando vários esquemas executados pela Equipe Flare. Em Lumiose Badlands, o jogador derrota a Equipe Flare durante a tentativa de roubar energia da usina de região e restaura a energia para toda a cidade de Lumiose. Assim que o jogador obtém sua sétima insígnia, eles, e o resto de Kalos, são abordados por Lysandre através do Holo Caster (um dispositivo de comunicação holográfica); Lysandre os informa do fato de que ele é o líder da Equipe Flare e pretende destruir a humanidade.
Seguindo dicas de amigos e moradores locais, o jogador descobre o laboratório secreto da Equipe Flare sob um café em Lumiose City, onde eles formalmente encontram um homem de 2,7 metros de altura chamado AZ; revela-se que ele é o rei de 3.000 anos que já usou a "arma definitiva" – o mesmo dispositivo e arma de destruição em massa que Lysandre planeja usar – que utilizava a energia do lendário Pokémon Xerneas ou Yveltal para encerrar uma guerra em Kalos. A decisão do AZ de usar a arma definitiva foi motivada por seu desejo de reviver o Pokémon que ele mais amava, uma variante do Pokémon Floette, embora o Pokémon tenha ficado enojado com sua escolha de usar a arma definitiva e o tenha deixado. Esta guerra, há 3.000 anos, pôs em movimento os eventos necessários para criar a Mega Evolução ao infundir inadvertidamente energia excessiva em um asteróide. Ao lado de Shauna e Calem ou Serena, o jogador se propõe a parar a Equipe Flare e Lysandre em sua segunda base em Geosenge Town, o local da arma definitiva. Ao chegar ao centro da arma, o jogador descobre um Xerneas ou Yveltal adormecido que desperta repentinamente com sua aparição. Eles capturam o lendário Pokémon e põem fim aos planos de Lysandre depois de derrotá-lo na batalha uma última vez. Após a batalha, Lysandre usará a arma definitiva para destruir a arma definitiva. O jogador, Shauna e Calem ou Serena, fogem da base antes que isso aconteça.
Com a derrota da Equipe Flare, o jogador retoma sua jornada e obtém sua oitava e última insígnia de ginásio, permitindo-lhes desafiar a Elite dos Quatro – os treinadores mais poderosos de Kalos. Eles atravessam a Victory Road e alcançam a Liga Pokémon Kalos para começar seu desafio final. Depois de superar a Elite dos Quatro, o jogador enfrenta e derrota o campeão Diantha, tornando-o o novo campeão de Kalos. Um desfile é organizado pelo Professor Sycamore para celebrar o papel do jogador em salvar a região de Kalos e se tornar o novo campeão. O AZ luta contra o jogador durante o desfile, reconhecendo a força do jogador e o que significa ser um Treinador Pokémon. Sua Floette então retorna para ele e eles se reencontram pela primeira vez em 3.000 anos.

## Desenvolvimento
O desenvolvimento de Pokémon X e Y começou em 2010. O diretor Junichi Masuda revelou que os três temas principais de X e Y são beleza, vínculos e evolução. A beleza era o foco central e Masuda considerava a França um excelente exemplo disso; ele enviou uma equipe ao país para estudo em 2011. As flores foram integradas em muitas rotas do jogo para a estética visual, algo não feito em iterações anteriores de Pokémon, e para encontros únicos de Pokémon selvagens. Com os jogos ocorrendo em uma região baseada na França, a inspiração do design veio mais da cultura europeia. O lendário trio de Xerneas, Yveltal e Zygarde tem suas raízes na mitologia nórdica, por exemplo. Mais foco do que o normal foi colocado em dar aos novos Pokémon elementos únicos para esta geração. Os títulos X e Y, representando os eixos x e y–também refletindo diferentes formas de pensamento–foram escolhidos no início do desenvolvimento. A simplicidade dos nomes também foi relacionada ao lançamento mundial simultâneo dos jogos. Além disso, os designers procuraram tornar os nomes dos Pokémon iguais em todos os países, sempre que possível. Masuda expressou que esse esforço foi excepcionalmente difícil, pois os nomes devem se adequar à sua aparência física e não infringir quaisquer direitos.
Uma grande mudança no design da franquia foi a mudança de sprites bidimensionais para polígonos tridimensionais. Isso exigiu uma equipe de desenvolvimento maior do que os jogos anteriores, com mais de 500 pessoas envolvidas no desenvolvimento dos jogos, incluindo equipes de localização. A ênfase foi colocada em manter o estilo icônico do diretor de arte Pokémon Ken Sugimori, que projetou Pokémon e criou a arte oficial da franquia desde Red e Green em 1996. A pedido de Masuda, as formas "X" e "Y" foram usadas como estrutura para o lendário Pokémon boxart, Xernas e Yveltal. Normalmente, Sugimori projeta o lendário Pokémon sozinho; no entanto, ele precisou da ajuda do designer Yusuke Ohmura para criar Xerneas e Yveltal. A finalização de seus projetos levou cerca de 18 meses, 3 vezes mais do que o normal. O artista de mangá Hitoshi Ariga foi solicitado para ajudar na criação de Pokémon para X e Y; No final das contas, Ariga projetou dez espécies para os jogos.

### Música

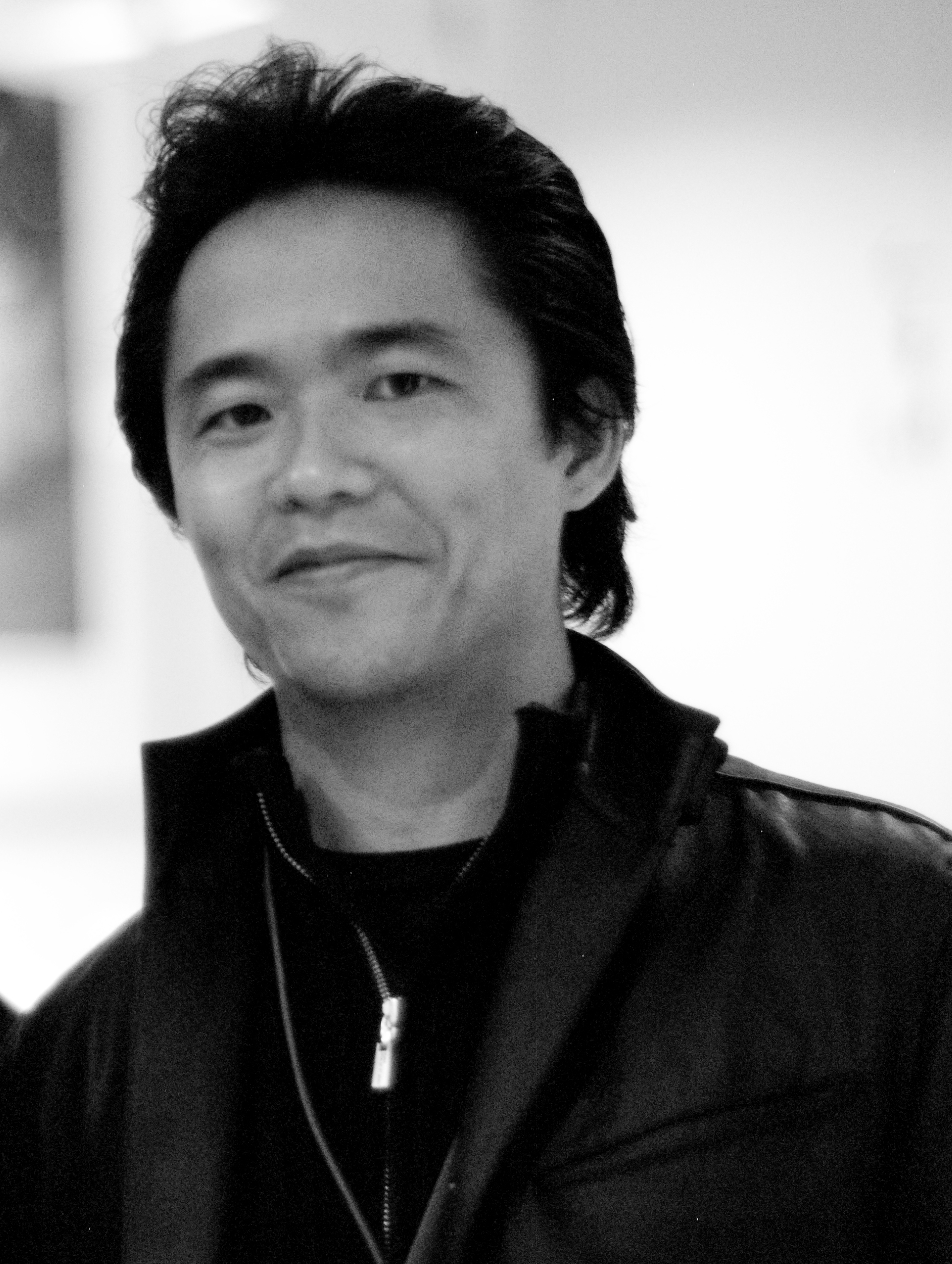
Junichi Masuda (imagem) voltou como compositor para os temas de batalha de X e Y, enquanto também atuava como diretor de jogos.

A pontuação do jogo foi composta por Shota Kageyama, Minako Adachi, Hitomi Sato, Junichi Masuda, Go Ichinose e Morikazu Aoki. Este foi o primeiro uso dos recursos de som do Nintendo 3DS para a série Pokémon, e Masuda expressou sua satisfação com a melhoria da qualidade de som e expressão. Semelhante ao tema dos próprios X e Y, a trilha sonora dos jogos foi projetada para enfatizar a beleza. Kageyama também buscou inspiração na música da França; no entanto, ele indicou hesitação em fazer a música soar muito francesa. Durante uma entrevista à revista Famitsu, Masuda afirmou que a harpa japonesa foi usada no lugar de um acordeão em certas situações, para evitar a emissão de vibrações francesas excessivas. Além disso, Kageyama citou o próprio Masuda como inspiração para seu trabalho. Apesar de trabalhar principalmente como diretor de X e Y, Masuda compôs os temas de batalha dos jogos. Ao discutir Battle! (Líder de ginásio), Masuda afirmou que queria tentar uma nova abordagem e adicionou temas de techno.
A trilha sonora oficial composta por 212 canções, intitulada Nintendo 3DS Pokémon XY Super Music Collection (ニンテンド ー 3DS ポケモンエックス ・ ワイスーパーーミュージッククコレクション, Nintendku Surī Dī Dīu Pokémon Ekkusu Kūkushai Sūkai Sūkai W), foi lançada em 13 de novembro de 2013. O álbum estreou no número 12 no "Top Albums Chart" e no número 3 no "Independent Albums Gráfico "da Billboard–Japão. A trilha sonora foi lançada digitalmente em todo o mundo em 20 de novembro através do iTunes como Pokémon X e Pokémon Y: Super Music Collection. A trilha sonora estreou em 104 na Billboard 200, e alcançou a posição 5 na parada de trilhas sonoras da Billboard. Jim Sterling, do Destructoid, elogiou a música como "totalmente adorável", observando que "as melodias mais calmas são legitimamente belas".

## Lançamento
Pokémon X e Y foram anunciados por Satoru Iwata através de um Nintendo Direct em 8 de janeiro de 2013. Um primeiro para a série principal de títulos Pokémon, X e Y foram lançados mundialmente em 12 de outubro de 2013. A seguir venda generalizada dos títulos antes de sua data de lançamento no Brasil, a Nintendo alertou os varejistas de jogos que eles seriam penalizados se continuassem a quebrar o namoro. Uma loja em Bournemouth, Reino Unido, começou a vender os jogos em 11 de outubro. Isso iniciou um efeito dominó e vários outros varejistas do Reino Unido começaram a vender o jogo mais cedo.
Um Nintendo 3DS XL especial representando Xerneas e Yveltal nas cores azul ou vermelho foi lançado na América do Norte e na Europa em 27 de setembro de 2013 e no Japão em 12 de outubro de 2013. O Japão também recebeu uma versão premium em ouro representando Xerneas na frente, e Yveltal e os três starters na parte traseira com X ou Y pré-instalado. Em 2 de Outubro de 2013, The X Factor UK série 9 semifinalistas Union J revelou através de suas redes sociais tomadas que seriam envolvidos na libertação britânica de X e Y. Por um tempo limitado a partir do lançamento do jogo em 12 de outubro de 2013, até 15 de janeiro de 2014, os jogadores podem baixar um Torchic especial, possuindo sua habilidade oculta "Speed Boost" e um Blazikenite que permite aos jogadores utilizar o novo jogo Mega Evolução mecânico para evoluir Blaziken para Mega Blaziken. Entre 1 e 31 de março de 2014, os membros do Club Nintendo na América do Norte poderiam obter um código de download gratuito para Pokémon X ou Y, desde que registrassem um Nintendo 2DS, 3DS ou 3DS XL e um dos seis jogos qualificados. No entanto, todos os produtos registrados antes desse período foram considerados inelegíveis.
Ao promover o novo recurso Mega Evolução do jogo, Mega Mewtwo Y (então conhecido como "Awakened Mewtwo") foi apresentado em um episódio especial do anime intitulado "Mewtwo: Prologue to Awakening" e depois no filme ExtremeSpeed Genesect: Mewtwo Awakens, lançado em Japão em 13 de julho de 2013. Mega Evolução também foi destaque no especial de TV Pokémon Origins, que foi uma recontagem dos jogos Pokémon Red e Blue originais, e incluiu uma aparição surpresa de Mega Charizard X. A próxima temporada do anime Pokémon A série baseada nesses jogos, intitulada Pokémon the Series: XY, começou a ser exibida no Japão em 17 de outubro de 2013 e foi apresentada na América do Norte e na Europa em 19 de outubro de 2013.

## Recepção
Pokémon X e Y foram ambos lançados com recepção positiva, obtendo "críticas geralmente favoráveis" de acordo com o agregador de análises Metacritic. A recepção positiva permitiu que X e Y reivindicassem o 15º e 13º jogos com melhor classificação no Nintendo 3DS, respectivamente. A revista japonesa Weekly Famitsu concedeu ao jogo uma pontuação quase perfeita, ganhando o prêmio Platinum da publicação. Isso os tornou os títulos de Pokémon com a segunda maior classificação pela revista, atrás apenas da pontuação perfeita concedida a Pokémon Black e White. Os jogos receberam elogios universais pela transição para gráficos 3D, visuais aprimorados e integração do jogo online. Os revisores da revista Edge descreveram os visuais como "ricos em detalhes e sabor, da majestade imponente das áreas ricas a um hotel dilapidado e coberto de mato, cujos únicos hóspedes são punks agachados". Simon Parkin da Eurogamer elogiou de forma semelhante a transição "suave e natural" do jogo para 3D, declarando que "Pokémon X e Y é a melhor expressão da visão obsessiva de Satoshi Tajiri até agora."
O revisor da IGN, Jose Otero, descobriu que o jogo foi "uma transição bem-sucedida para um mundo 3D", chamando-o de "um jogo ainda mais social, bonito e estratégico" em comparação com seus antecessores, acrescentando que muitos dos novos modelos e animações 3D do Pokémon se complementavam as personalidades de suas espécies individuais, e que as novas Mega Evoluções eram "igualmente impressionantes". Ele também elogiou o ritmo mais rápido do jogo inicial, com X e Y fornecendo uma grande variedade de Pokémon para capturar na primeira hora de jogo. Enquanto crítico Kyle Hilliard de Game Informer achou as adições de jogabilidade do título principalmente positivas, "[tornando] tudo mais convidativo, atraente e divertido", a revista também sentiu que no final das contas eles não "quebraram o molde" do que os jogadores esperavam da franquia. Ernest Cavalli na Joystiq e Griffin McElroy na Polygon elogiaram a jogabilidade, com Cavalli chamando-a de "a melhor da série", e que o jogo poderia ser apreciado igualmente por veteranos e novatos na franquia. Daan Koopman do Nintendo World Report também deu análises positivas sobre os gráficos 3D, música, personagens e as mudanças nas batalhas, mas criticou as inconsistências na apresentação geral e achou os novos tipos de batalha não tão empolgantes. Parkin indicou que o apelo original da série – capturar todos os Pokémon – "permanece resolutamente inalterado depois de todo esse tempo." Por outro lado, Edge afirmou que parte da "magia original da série foi perdida em tantas atualizações iterativas" e criticou sua taxa de quadros instável no modo 3D.
Com o Player Search System (PSS) atualizado sempre presente na tela sensível ao toque, proporcionando uma transição perfeita do jogo solo para batalhas e trocas entre jogadores, a integração do jogo online foi elogiada como "magistral" por Parkin. McElroy o descreveu como "experiência completamente interconectada, que é exatamente como o Pokémon deve ser jogado". Otero proclamou que o PSS "faz Pokémon X e Y parecerem dramaticamente novos e mais modernos". Os aspectos opcionais de Pokémon-Amie e Super Training tiveram recepção mista. Hilliard descreveu os minijogos de Super Training como esquecíveis. McElroy viu esses aspectos como um reforço positivo dos laços entre treinadores e seus Pokémon, com Pokémon-Amie fazendo-os parecer mais animais de estimação. Otero elogiou o Super Training por tornar o treinamento competitivo mais acessível aos jogadores.
Em contraste com os elogios aos recursos visuais, a história foi mal recebida. Otero descreveu a história e as personalidades dos personagens como "bastante decepcionantes para um RPG predominantemente de um jogador". McElroy descreveu a campanha como "rigidamente estereotipada". No entanto, Hilliard chamou algumas das interações com personagens não jogáveis de "bizarras... e muitas vezes divertidas". Parkin o criticou como "fino e melodramático" e "às vezes chocantemente enfadonho". Eles também consideraram alguns dos quebra-cabeças dos jogos desajeitados. O layout da região de Kalos em si foi descrito como desapontadoramente simples para jogadores que gostam de explorar, mas convidar novos jogadores na franquia. Essa facilidade de acesso foi exemplificada por meio de acréscimos e mudanças sutis para ganhar experiência. A experiência mais disponível permitiu aos jogadores usar mais Pokémon ao longo da campanha e rodar em uma equipe com mais de seis.
Pokémon X e Y foram nomeados para Melhor RPG e Melhor Jogo Portátil no 2013 VGX Awards. Em 2014, ele ganhou o Golden Joystick Award para Jogo Portátil do Ano.

### Vendas
De acordo com os dados de vendas da Media Create, mais de 1,26 milhão de cópias de Pokémon X e Y foram pré-encomendadas no Japão, sem incluir as cópias empacotadas com o hardware Nintendo 3DS, tornando-o o título Nintendo 3DS mais reservado até hoje na região. Dentro de três dias após o lançamento, os jogos venderam um recorde de 2,09 milhões de cópias no varejo no Japão. Mais de 4 milhões de cópias dos jogos foram vendidas em todo o mundo no primeiro fim de semana, tornando X e Y o jogo de venda mais rápida no 3DS. Na época, eles foram os títulos 3DS de venda mais rápida nas Américas, mas mais tarde foram superados por Pokémon Sun e Moon. Dentro de três meses do lançamento, em dezembro de 2013, os jogos foram os títulos mais vendidos para o 3DS, com 11,61 milhões de cópias vendidas em todo o mundo. Eles permaneceram no topo por pelo menos 2016, antes de serem superados por Mario Kart 7 em 2017. Em 30 de setembro de 2020, os jogos venderam 16,49 milhões de unidades em todo o mundo, tornando-os os segundos melhores vendendo jogos para o Nintendo 3DS atrás de Mario Kart 7 e logo à frente de Pokémon Sun e Moon.